# طوبين روماني
الطوبين الروماني (Talpa romana) هو نوع من الثدييات ينتمي إلى فصيلة الطوبينيات. يوجد في جنوب إيطاليا. سُجِّلَ آخر مرة في صقلية عام 1885. هناك أيضًا تقرير غير مؤكد حول مجموعة فرعية معزولة في منطقة فار بجنوب فرنسا .